# 岩切紀史
岩切 紀史（いわきり のりふみ、1970年 - ）は、日本の法学者、元自治官僚。研究分野は、憲法・行政法・国際法・政治学。学位は、博士（法学）（東京大学・2005年）。宮崎産業経営大学法学部教授。宮崎県出身。

## 略歴
- 1986年 3月 - 宮崎大学教育学部附属中学校卒業
- 1989年 3月 - 宮崎県立宮崎西高等学校理数科卒業
- 1989年 4月 - 東京大学文科一類入学
- 1991年 4月 - 東京大学法学部第Ⅱ類（公法コース）進学
- 1993年 3月 - 東京大学法学部第Ⅱ類（公法コース）卒業。学士（法学）
- 1993年 4月 - 自治省入省
- 1997年 4月 - 東京大学大学院法学政治学研究科修士課程入学
- 1999年 3月 - 東京大学大学院法学政治学研究科修士課程修了。修士（法学）
- 1999年 4月 - 東京大学大学院法学政治学研究科博士課程進学
- 2004年10月 - 宮崎産業経営大学法学部助教授
- 2005年 3月 - 東京大学大学院法学政治学研究科博士課程修了。博士（法学）[1]。東京大学大学院法学政治学研究科博士論文特別優秀賞受賞[2]
- 2009年 4月 - 宮崎産業経営大学法学部教授

## 著作

### 単著
- 『立政権の憲法的研究 : ドイツ連邦共和国の実例を中心に』 (学術選書 ； 251)（信山社, 2024年）

### 共著
- （安西文雄・青井未帆・淺野博宣・岩切紀史・齊藤愛・佐々木弘通・宍戸常寿・林知更・巻美矢紀・南野森）『憲法学の現代的論点』（有斐閣，2006年）[3]ISBN 4-641-12989-4
- （安西文雄・青井未帆・淺野博宣・岩切紀史・木村草太・小島慎司・齊藤愛・佐々木弘通・宍戸常寿・林知更・巻美矢紀・南野森）『憲法学の現代的論点〔第2版〕』（有斐閣，2009年）　ISBN 978-4-641-13042-5

### 主な論文
- 「ドイツにおける連立協定の法的考察」（東京大学本郷法政紀要　1999年）
- 「ドイツ連邦共和国における連立政権に関する憲法的研究（一）」（国家学会雑誌　2006年）
- 「ドイツ連邦共和国における連立政権に関する憲法的研究（二）」（国家学会雑誌　2020年）
- 「ドイツ連邦共和国における連立政権に関する憲法的研究（三）」（国家学会雑誌　2020年）
- 「ドイツ連邦共和国における連立政権に関する憲法的研究（四）」（国家学会雑誌　2020年）
- 「ドイツ連邦共和国における連立政権に関する憲法的研究（五）」（国家学会雑誌　2020年）
- 「ドイツ連邦共和国における連立政権に関する憲法的研究（六・完）」（国家学会雑誌　2021年）

### 受賞歴
- 東京大学大学院法学政治学研究科　博士論文特別優秀賞（2005年）[4]